# Parmotrema subcompositum
Parmotrema subcompositum är en lavart som beskrevs av Hale. Parmotrema subcompositum ingår i släktet Parmotrema och familjen Parmeliaceae.   Inga underarter finns listade i Catalogue of Life.